# John E. Sununu
John E. Sununu (Boston, 1964. szeptember 10. –) az Amerikai Egyesült Államok szenátora (New Hampshire, 2003–2009).